# Palacio de Omurtag

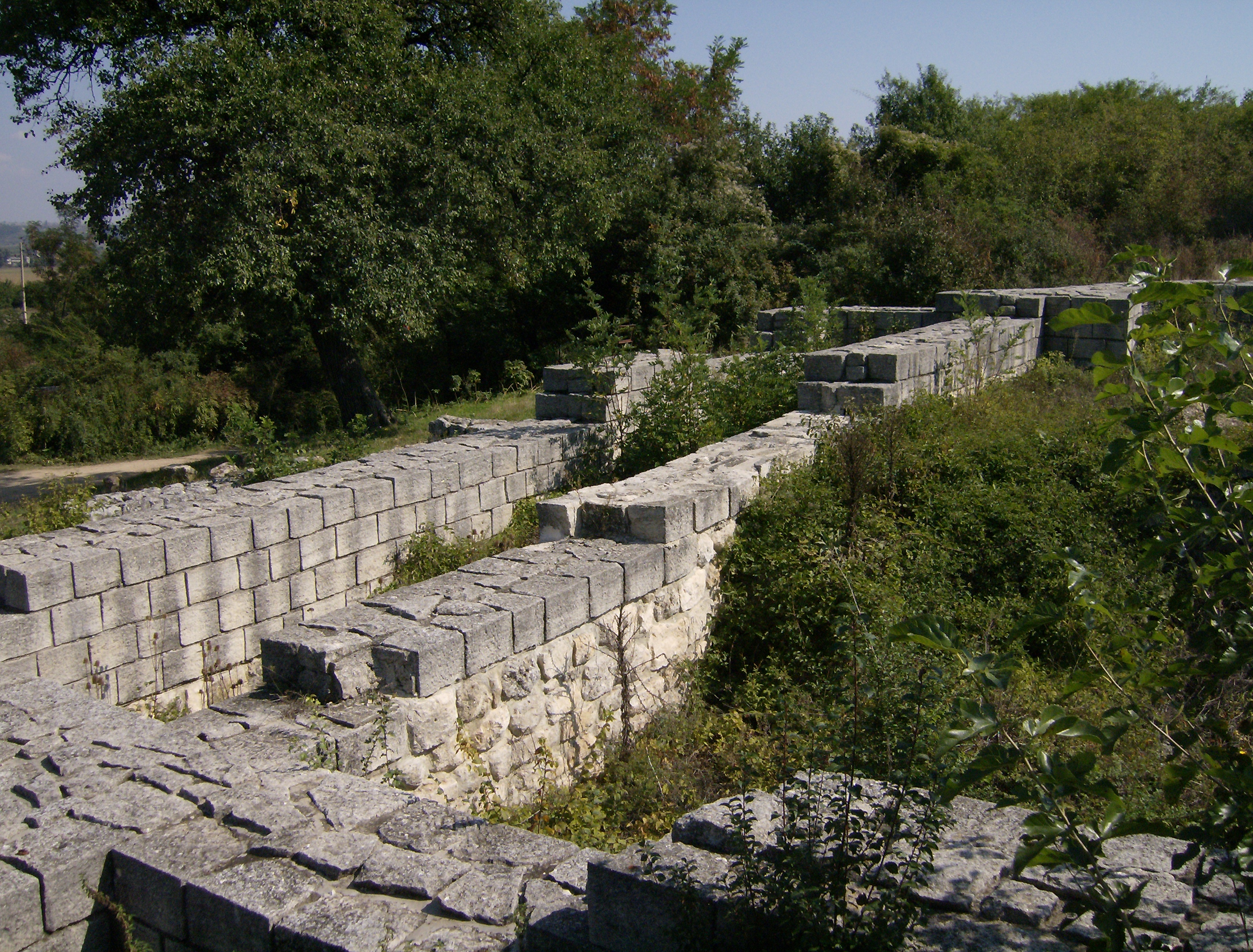
Excavación en las ruinas del Palacio de Omurtag.

El Palacio de Omurtag o Aul (Aulë) de Omurtag (en búlgaro: Аул на Омуртаг, Aul na Omurtag) es un sitio arqueológico en el noreste de Bulgaria, que data de la Antigüedad tardía y la Alta Edad Media ubicado cerca de la aldea de Han Krum en la Provincia de Shumen. El sitio ha sido señalado como la ubicación de la fortaleza y palacio de Omurtag, gobernante (kana subigi) del Primer Imperio Búlgaro en 815–831, como se menciona en la inscripción de Chatalar de 822. Estructuras más tempranas en las proximidades de la fortaleza se han identificado como la sede episcopal Arriana de un obispado gótico.